# Wilson Deodato da Silva
Wilson Deodato da Silva (* 10. Januar 1981 in Feira de Santana), auch bekannt als Tatico, ist ein ehemaliger brasilianischer Fußballspieler.

## Karriere
Tatico begann seine Karriere 2001 bei CA Juventude. 2003 wechselte er nach Japan. Hier unterschrieb er einen Vertrag bei Okinawa Kariyushi FC. 2005 wechselte er zu FC Ryūkyū. 2007 wechselte er zu New Wave Kitakyūshū (Giravanz Kitakyūshū). 2009 wurde er mit dem Verein 4. Platz der dritten Liga und stieg in die zweite Liga auf. Von 2011 bis 2013 spielte er bei Unsommet Iwate Hachimantai, Tonan Maebashi, ReinMeer Aomori FC und FC Osaka. 2013 beendete er seine Karriere als Fußballspieler.